# Суханово (садиба)
Суханово (рос. Суханово) — садово-парковий ансамбль кінця 18-початку 19 століть в стилі класицизм та неоготики. Зберігає характер типової садиби доби, незважаючи на втрати багатьох компонентів колишнього ансамблю.

## Історія
Суханово було невеличкою царською вотчиною в 17 столітті, куди окрім Суханова входило ще два невеличких села — Боброво та Лопатино. Потім була черга володарів з князівських родин — Ушатов, Львов тощо. З 1769 року садиба стала володінням А. П. Мельгунова. Його дочка, у шлюбі Волконська Е. А. передала садибу племіннику — П. М. Волконському. З родиною Волконських і пов'язана розбудова садиби, що зберігає свої характерні риси донині. Маєтком родини Волконських ансамбль перебуава до більшовицького перевороту 1917 року.

### Ансамбль за часів Волконських
Розбудова садиби пов'язана з її володарем — П. М. Волконським. Відомий царедворець, П. М. Волконський отримав посаду міністра за часів царя Миколи І. В його обов'язки входили також розбудови в царських резиденціях і праця з відомими архітекторами.

Скориставшись нагодою, той замовляв проекти і для Суханова. Єдиного плану забудови, ймовірно, ніколи не існувало. Але причетність до проектів найкращих архітекторів доби спричинила появу в Суханово цікавого ансамблю. Проекти будівель в Суханово належать — 

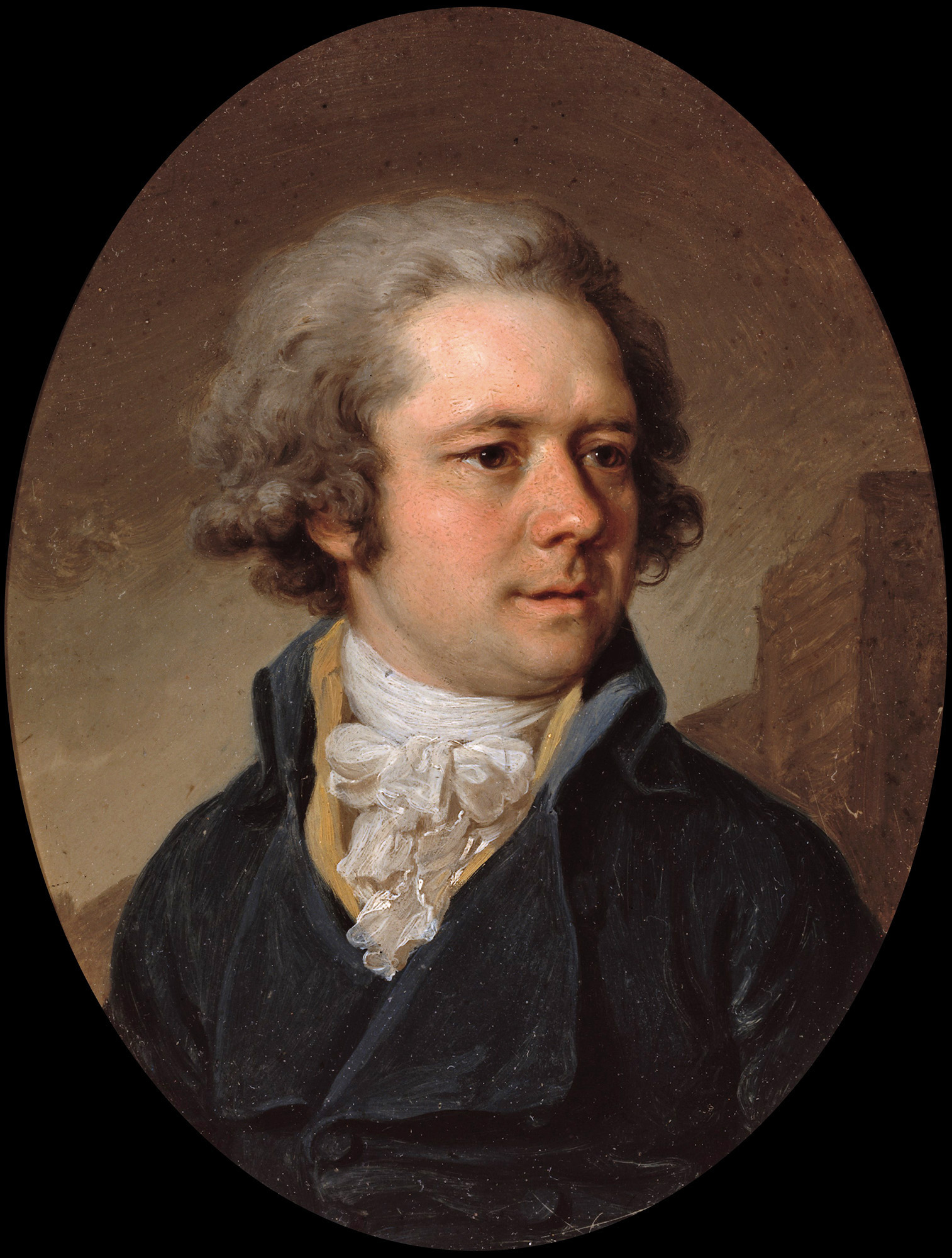
Худ. В.Боровіковський, портрет архітектора Менеласа А. А.

- А. А. Менеласу (1753—1831)
- Доменіко Жилярді (1785—1845)
- Карлу Россі (1775—1849)
- Стасову тощо.

Не всі проекти були втілені в реальність. До того ж, садиба не стала місцем проведення гучних свят і не була широко відомою, як Кусково, Останкіно, Марфіно, Кузьмінки, Семенівське-Отрада, Ярополець, Остаф'єво.

### Первісний ансамбль.

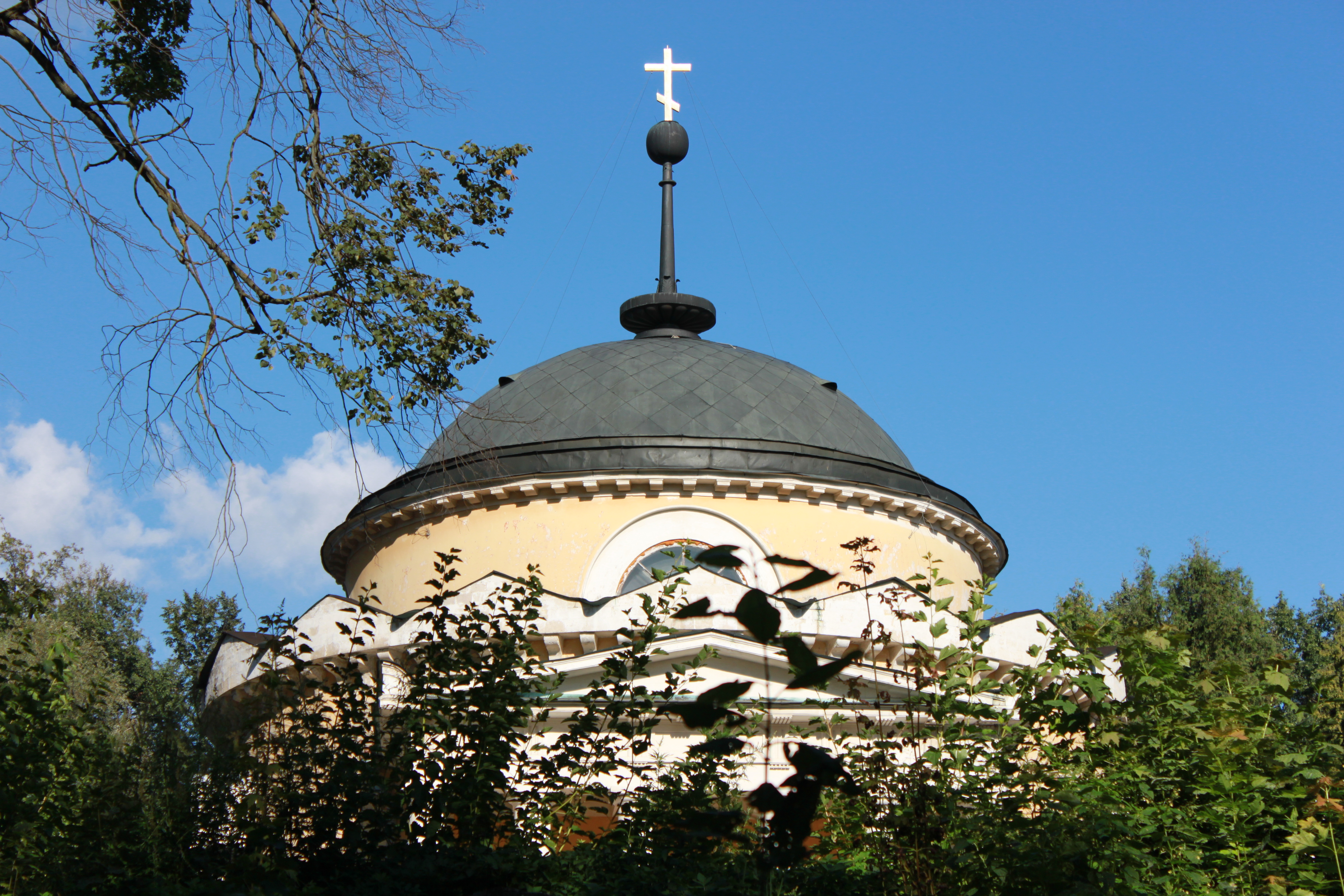
Колишній Мавзолей Волконських. Проект — арх. Доменіко Жилярді.

Первісний ансамбль садиби мав типовий набір споруд, але назви і функції яких нагадували не класицизм, а минуле бароко :
- Грот
- Катальна гірка
- Бельведер біля пристані
- Скульптури сфінксів біля ставка
- павільйон Ермітаж
- напівротонда в парку
- альтанка «Храм Венери»
- Мавзолей (садиба Суханово)
- пейзажний парк
- господський дім (палац).

Окрім чотирьох останніх, всі зруйновані.

### Палац
Палац в Суханово ніколи не належав до видатних зразків архітектури. «Серед збереженого в Суханові господський дім викликає найменшу зацікавленість» — зауважив відомий дослідник російських садиб В. Згура на початку 20 століття. Свою маловиразність він зберігає і зараз.
Маловиразність палацу обумовлена залученням неталановитого архітектора, частими добудовами і перебудовами, значними втратами. До того ж, у 1920-ті роки палац пошкодила пожежа, і він був відновлений в спрощених формах архітектором В. Кокоріним у 1935—1946 роках. Первісний декор майже всіх інтер'єрів — не збережено.

### Родзинки садиби

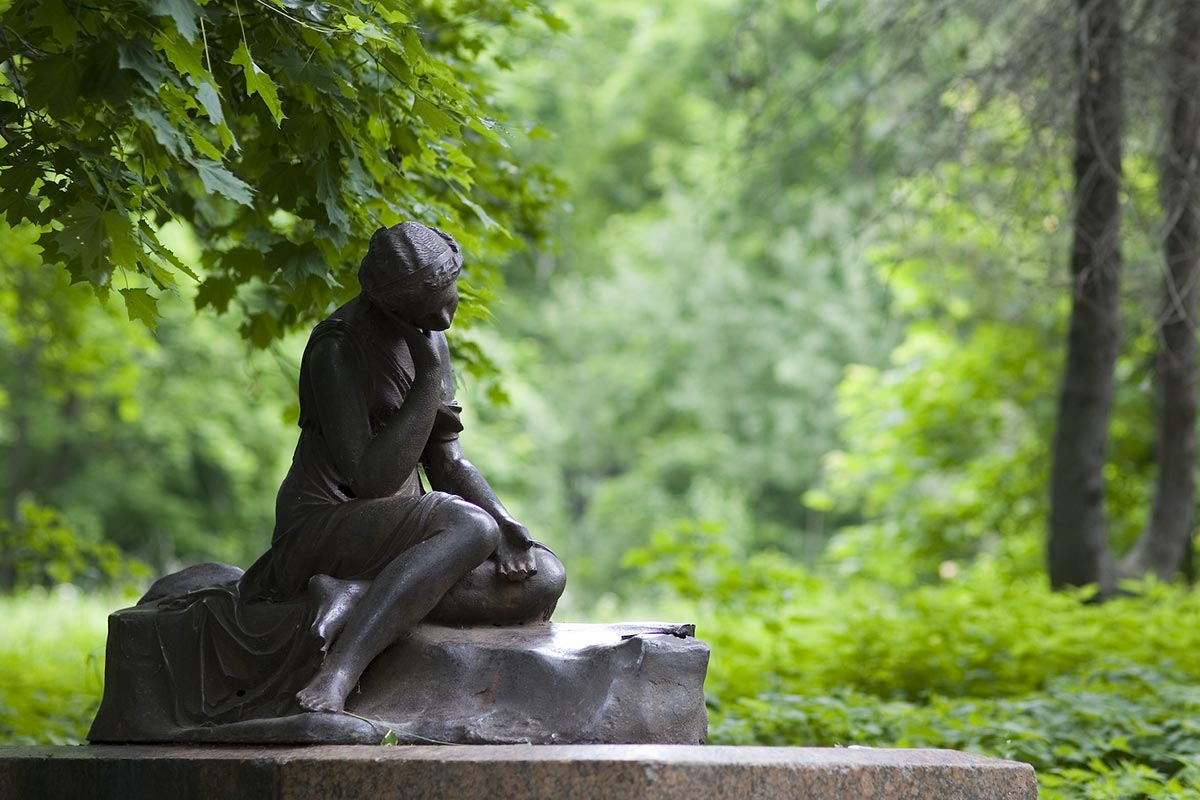
Скульптура «Дівчина з розбитим с горщиком»

Садово-парковий ансамбль садиби мав свої родзинки. Ними стали Мавзолей Волконських, шедевр доби пізнього класицизму в Підмосков'ї, і широке використання художнього чавуну в малих архітектурних формах.
З чавуну були виконані деталі напівротонд, триножники, вази, жертовники на античний зразок, скульптура «Дівчина з розбитим горщиком», що слугувала окрасою невеличкого фонтану (збереглася).
Мавзолей був виконаний як автономний архітектурний ансамбль. Його будівлю охоплювала підковоподібна колонада з дзвіницею. Кінці підкови-колонади завершували одноповерхові флігелі. За часів Волконських вони слугували благодійницьким цілям і використовувались як присадибна лікарня і прихисток для старих.

### Руйнації і втрати
До втрат складових частин належать
- Грот
- Катальна гірка
- Бельведер біля пристані
- Скульптури сфінксів біля ставка
- павільйон Ермітаж
- напівротонда в парку
- бічні галереї палацу
- Дзвіниця і підковоподібні колонади тощо.

Садиба використовується як будинок відпочинку Спілки російських архітекторів. Мавзолей, де були поховання родини Волконських, перебудований і став — Їдальнею.

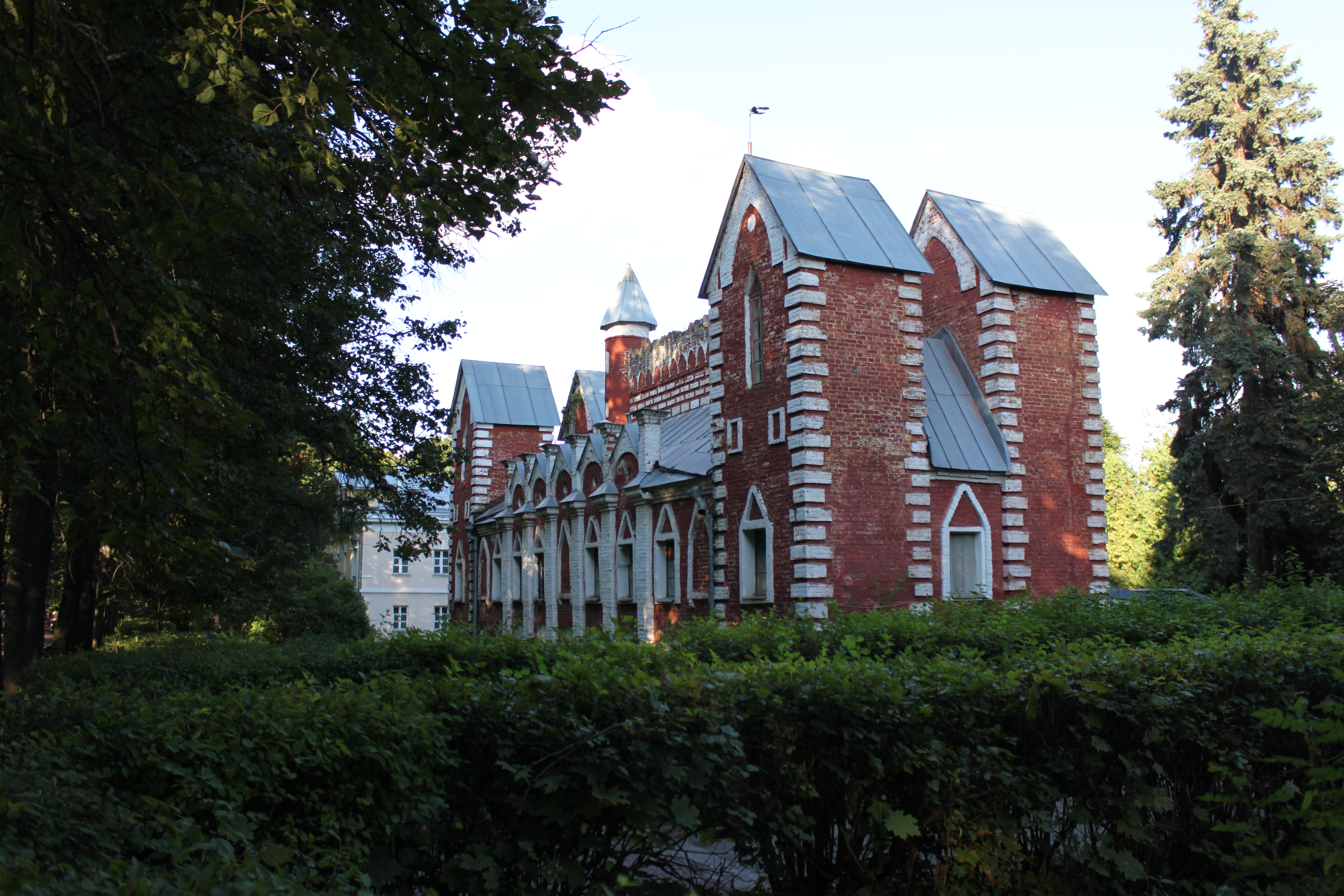
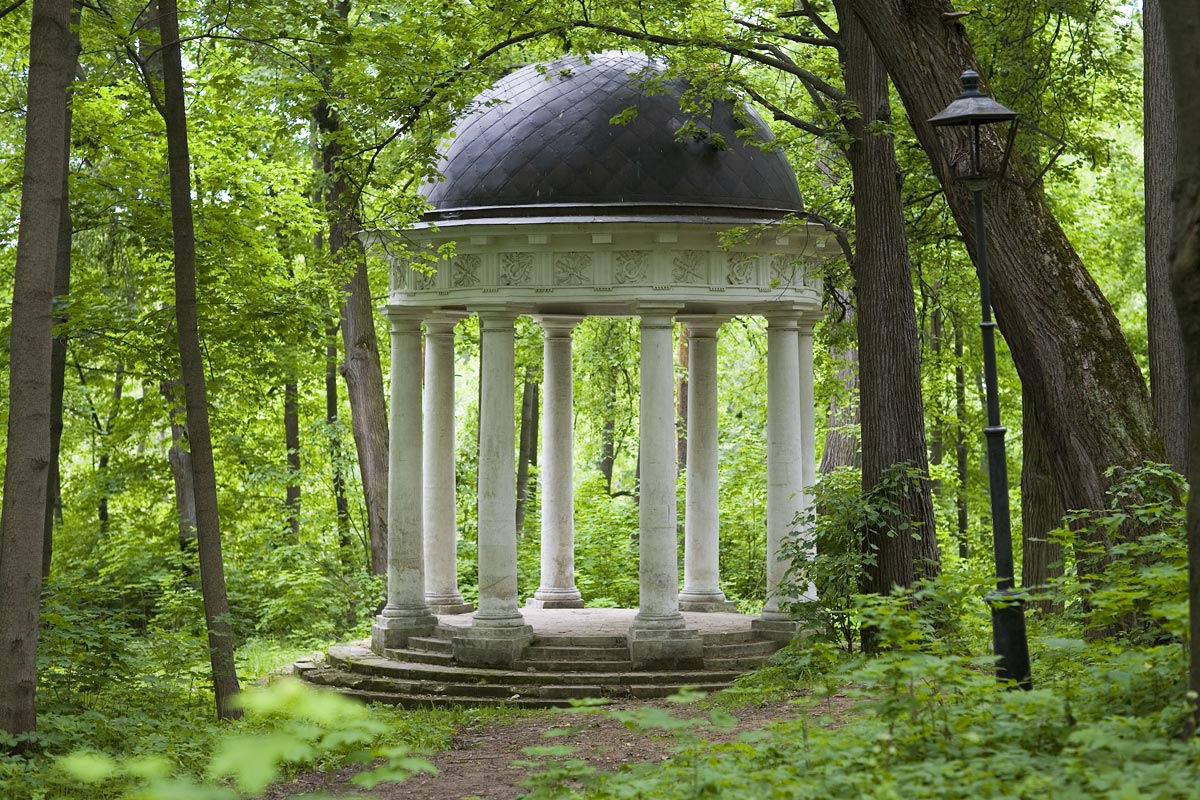
Альтанка «Храм Венери»
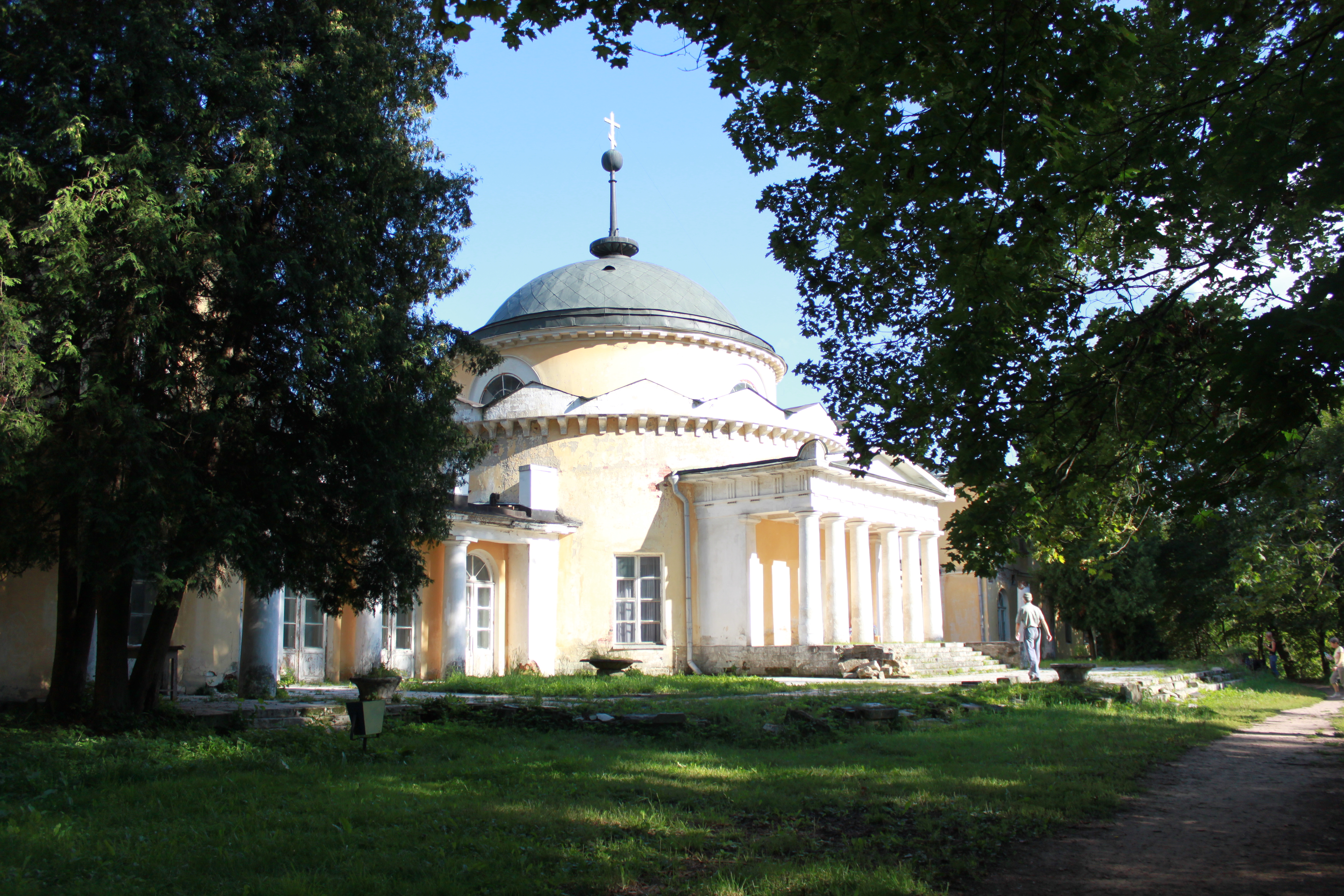
Колишній Мавзолей родини Волконських ( нині їдальня)
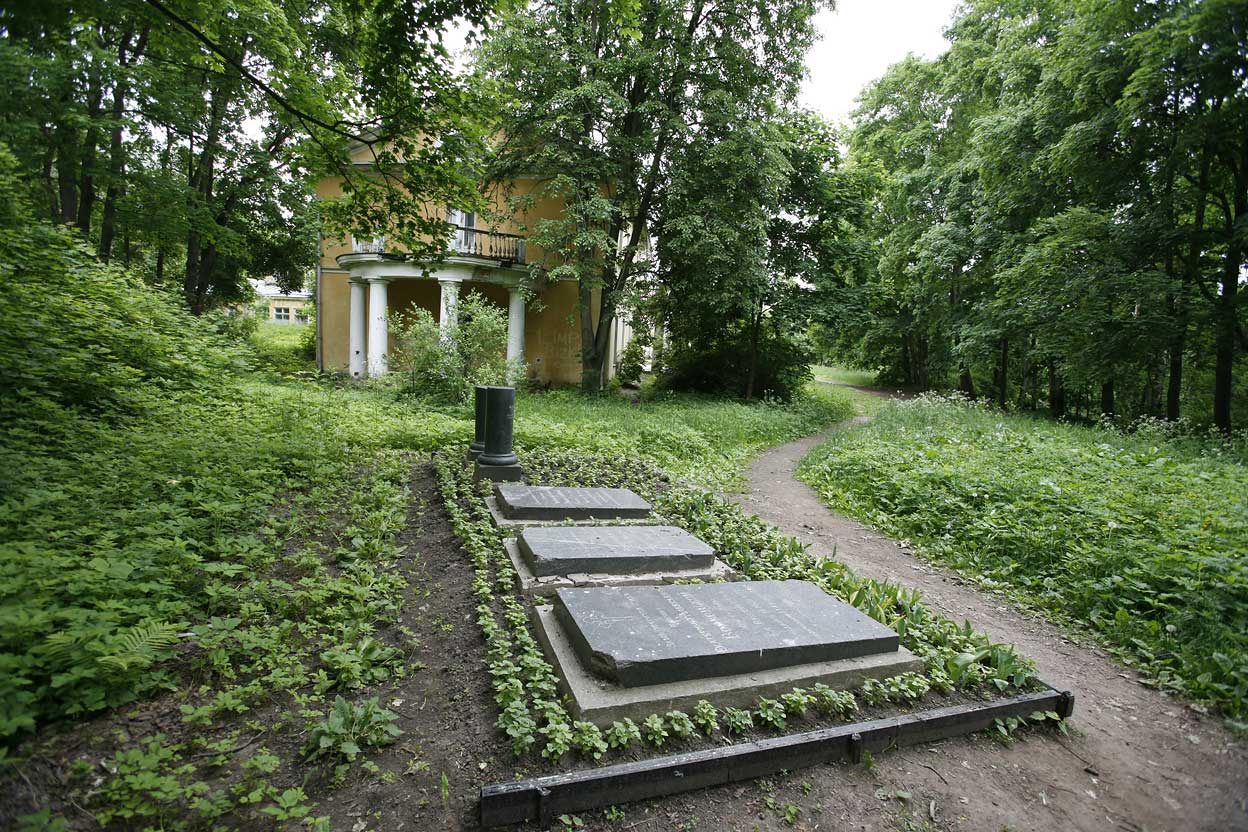
Пейзажний парк садиби Суханово